# 普法尔茨地区奥布里希海姆
普法尔茨地区奥布里希海姆（德語：Obrigheim (Pfalz)），简称奥布里希海姆（德語：Obrigheim，發音：[ˈoːbʁɪçˌhaɪm]），是德国莱茵兰-普法尔茨州巴特迪克海姆县的市镇，面积10.81平方千米，2023年12月31日人口为2,842人。